# Nelson Évora
Nelson Évora (født 20. april 1984 i Elfenbenskysten) er en portugisisk atletikudøver (længde-/trespringer). 
Han vandt guld i mændenes trespring ved Sommer-OL 2008 i Beijing. Han vandt desuden guld i samme disciplin ved VM i Osaka i 2007.
Nelsons portugisiske rekord i trespring er 17,74 meter.